# Dorysthetus specularis
Dorysthetus specularis är en skalbaggsart som beskrevs av Ohaus 1912. Dorysthetus specularis ingår i släktet Dorysthetus och familjen Rutelidae. Inga underarter finns listade i Catalogue of Life.